# Bruno Rodríguez Parrilla
Bruno Eduardo Rodríguez Parrilla (Cidade do México, 22 de janeiro de 1958) é um advogado, diplomata e político cubano. É ministro de relações exteriores de Cuba desde 2009.

## Biografia e carreira
Rodríguez nasceu na Cidade do México como filho do engenheiro José María Rodríguez Padilla, que ocupou altos cargos no governo cubano. Rodríguez Parrilla serviu como representante permanente de Cuba para as Nações Unidas de 1995 a 2003. Foi nomeado ministro das relações exteriores em 2 de março de 2009, no lugar de Felipe Pérez Roque, depois de servir como vice-ministro. Este foi o resultado da mudança de 2009 por Raúl Castro.
Em 25 de outubro de 2011, Rodríguez Parrilla dirigiu-se à Assembleia Geral das Nações Unidas antes do voto anual não-vinculado pedindo aos Estados Unidos o fim do embargo contra Cuba.
Em 20 de julho de 2015, Rodríguez participou da reinauguração da embaixada cubana em Washington, D.C., tornando-se o primeiro ministro cubano das relações exteriores a visitar os Estados Unidos em uma missão diplomática desde 1958.